# Bangladés en los Juegos Paralímpicos
Bangladés en los Juegos Paralímpicos está representado por el Comité Paralímpico Nacional de Bangladés.
Participó en tres ediciones de los Juegos Paralímpicos de Verano, su primera presencia tuvo lugar en Atenas 2004. El país no obtuvo ninguna medalla en las ediciones de verano.
En los Juegos Paralímpicos de Invierno Bangladés no participó en ninguna edición.

## Medallero

### Por edición
Juegos Paralímpicos de Verano
| Evento      | Oro | Plata | Bronce | Total |
| ----------- | --- | ----- | ------ | ----- |
| Atenas 2004 | 0   | 0     | 0      | 0     |
| Pekín 2008  | 0   | 0     | 0      | 0     |
| 2012 – 2020 | –   | –     | –      | –     |
| París 2024  | 0   | 0     | 0      | 0     |
| TOTAL       | 0   | 0     | 0      | 0     |